# 시즈구

시즈구의 위치

시즈구(한국어: 석지구, 중국어: 汐止區, 병음: Xìzhǐ Qū)는 중화민국 신베이시의 구이다. 넓이는 71.2354km2이고, 인구는 2015년 8월 기준으로 195,672명이다.

## 지리
타이베이 분지의 남동쪽에 위치하고 북쪽으로 완리구, 타이베이시 스린구, 네이후구, 동쪽으로 지룽시 치두구, 남서쪽으로 타이베이시 난강구와 접한다.

## 역사
시즈는 청대에 수반각(水返腳)으로 불리고 있었다. 이것은 만조가 되면 지룽허에 해수가 역류한 것에서 명명된 것이다. 당시의 지룽허는 수심이 깊고 선박의 항행에 편리해 수운이 활발했으며, 현재의 쑹산 구로부터 루이팡 진 일대의 중심지로서 번영하고 있었다.
일본 통치 시대가 되면 스이헨카쿠 가(水返脚街)로 개칭되었고 1920년에는 스이헨카쿠와 같은 의미의 일본풍 지명인 시오도메(汐止)로 개칭되어 시치세이 군의 관할이 되었다. 전후에는 시즈 진(汐止鎮)이 되었고 2000년 5월 10일에 인구가 15만 명을 넘어 시로 승격해 현재에 이르고 있다.

## 교통
- 타이완 철로관리국 종관선
- 국도 1호선
- 국도 3호선

## 같이 보기
- 신베이시